# Чорне Сонце (часопис)
«Чо́рне Со́нце» — газета, фронтовий часопис, перший номер якого вийшов 14 жовтня 2014 року; друкований орган полку «Азов» Національної гвардії України. Тематика видання — інтерв'ю з військовими та медиками, волонтерами, які працюють в зоні бойових дій на сході України, місцевими мешканцями; статті освітнього, історичного та контрпропагандистського спрямування. Новий номер виходить приблизно раз на два тижні.
Газета видається українською мовою та розповсюджується передусім серед бійців полку «Азов», а також серед громадських організацій, зокрема регулярно замовляється осередками ВГО «Патріот України». Англомовний варіант часопису (англ. «The Black Sun») надсилається до симпатиків у  Австралії, Бельгії, Канаді, Польщі та США.
Інформація про нові номери газети з'являється на сайті «Azov.press».

## Початки
Створення полкової газети започаткував боєць Марк Мельник («Вирій»), який у студентські роки мав досвід журналістської роботи та деякий час видавав університетську газету. Він ініціював розробку концепції інформаційного розвитку полку, частиною якої був власний друкований орган.
На підготовку першого номера газети пішло близько двох тижнів. Дописувачами до нього стали люди, які вміли грамотно писати та зголосилися на створення матеріалу, а також ті, хто вже сам робив проби пера та мав на той час якісь нотатки чи щоденникові фронтові записи. Верстку здійснив ініціатор видання Марк Мельник («Вирій»). Газета вийшла на чотирьох сторінках.
До перших двох чисел видання обкладинки, які були витримані у мальованому стилі, створив боєць із позивним «Художник».
Перші чотири номери були видані за домовленістю на безоплатній основі ВАТ «Білоцерківська друкарня» з Білої Церкви (Київська область). Подальші числа газети друкувалися у місті Маріуполь (Донецька область).

## Редакція
Співробітники газети на початок червня 2015 року:
- Головний редактор — Мельник Марк Юрійович («Вирій»);
- Ідеологічний редактор — Однороженко Олег Анатолійович («Доктор»);
- Літературний редактор — Михайленко Володимир («Оберіг»);
- Коректор-консультант — «Галайда»;
- Фото і графіка — Дубровська Анна («Яра»);
- Технічний редактор — «Лисиця»;
- Розповсюдження — «Сцила».

З початку жовтня 2015 року редакційна команда, яка стояла у витоків фронтового часопису, у зв'язку зі змінами в структурі інформаційних служб полку та прийняттям нової інформаційної концепції, призупинила роботу над «Чорним Сонцем» та відповідним ресурсом в інтернеті. Видано 19 чисел газети, останній номер — 19 вересня 2015 року. Над подальшими числами газети з аналогічною назвою та логотипом часопису «Чорне Сонце» роботу розпочала нова редакційна команда без головного редактора (замість нього видання отримало «випускового редактора»).
Співробітники нового колективу газети на початок червня 2016 року:
- Головний редактор — Коцкович Наталя Іванівна («Коцик»);
- Журналісти — «Лада», «Нікополь», «Нава»;
- Фотографи — Дубровська Анна («Яра»), «Остап», «Молот».

## Назва газети
Як назва для газети розглядалися два основних варіанти — «Ідея Нації» та «Чорне Сонце». Після обговорення вирішено було зупинитися на другому варіанті назви. Після того, як газета опинилася у відкритому доступі в мережі, назва часопису спричинила хвилю обговорень. Деякі дописувачі звинуватили редакторів у використанні неонацистського символу. Натомість головний редактор видання вважає цей символ суто українським стародавнім сакральним знаком:

## Факти
- 13 червня 2015 року вийшло з друку 14-те число газети — спеціальний випуск, присвячений річниці визволення Маріуполя від російсько-терористичних формувань. У ньому, зокрема, надруковані спогади бійців та очевидців подій 13 червня 2014 року у Маріуполі.
- 22 червня 2015 року на сайті видання анонсована російськомовна версія 13-го числа газети від 3 червня 2015 року.

- У жовтні 2015 року у Житомирі, Києві, Рівному, Черкасах відбулися прем'єрні покази документальної стрічки «Війна заради миру», створеної журналістами фронтового часопису «Чорне Сонце» безпосередньо у зоні ведення бойових дій. У сюжеті кінострічки — оповідь про межу між війною та миром, про український патріотизм «південного-сходу», про життя в окопах під обстрілами, про події на Сході очима військових. Показ фільму планується також в інших містах України та за кордоном[8].
- Редакційний підрозділ фронтового часопису «Чорне Сонце» використовував автомобіль ВАЗ-2103 головного редактора видання «Вирія». Авто називали «чорнесонцемобіль» або лагідно «Сонечко». Машина придбана для поїздок на передову, де отримала бойові пошкодження: кульові отвори та сліди від удару джипом на східних околицях Маріуполя. Після розформування редакції у вересні 2015 року, автомобіль покинув зону бойових дій разом з його власником[джерело?].
- 8 вересня 2015 року відбулась державна реєстрація нового періодичного видання — газети «Чорне Сонце». Серія та номер свідоцтва — КВ 21522-11422Р; засновник —  Мельник Марк Юрійович; мова видання — українська[9].
- 13 лютого 2016 року вийшло з друку 28-ме число газети — спеціальний випуск до річниці Широкинської наступальної операції. У ньому, зокрема, надруковані спогади бійців розвідки, піхоти та групи фізичного захисту про Широкинську операцію; бойові історії бійців, які були поранені у Широкиному[10].